# Lütow
Lütow – gmina w Niemczech w kraju związkowym Meklemburgia-Pomorze Przednie, w powiecie Vorpommern-Greifswald, wchodzi w skład Związku Gmin Am Peenestrom. Leży na wyspie Uznam, na półwyspie Gnitz. Do gminy należy również wyspa Görmitz.

## Toponimia
Nazwa pochodzenia słowiańskiego, poświadczona w formie Lutkow w 1396 roku. Połabskie *L'ut-kov- pochodzi od imienia *L'utko i oznacza tyle co „gród L'utka”.